# Draga (Nova Gorica)
Draga is een plaats in Slovenië en maakt deel uit van de gemeente Nova Gorica in de NUTS-3-regio Goriška. De plaats telde 92 inwoners op 1 januari 2020.